# ホスホグリセリン酸デヒドロゲナーゼ
D-3-ホスホグリセリン酸デヒドロゲナーゼ（D-3-phosphoglycerate dehydrogenase）は、ヒトではPHGDH遺伝子にコードされている酵素である。
この酵素はNAD+を補因子として、3-ホスホグリセリン酸を3-ホスホノオキシピルビン酸へ、2-ヒドロキシグルタル酸を2-オキソグルタル酸へ変換する酸化還元酵素である。
この酵素が欠乏する遺伝子疾患ではアミノ酸のセリンが合成される経路が障害され精神遅滞や小頭症などを引き起こす。